# Uraltransmash
Uraltransmash (en ruso:Уральский завод транспортного машиностроения) es una compañía basada en Ekaterimburgo, Rusia. Actualmente es una filial de Uralvagonzavod.
Uraltransmash es el principal productor de artillería autopropulsada de Rusia. También produce plataformas de perforación petrolera y otros productos civiles.

## Historia
La Planta Ural de Ingeniería de Transporte es una de las empresas más antiguas de los Urales: su historia tiene más de doscientos años. La fundación de la empresa fue puesta por una fábrica de extracción de oro fundada en 1817 en Ekaterimburgo. Treinta años después, se construyó en su lugar una planta de construcción de maquinaria, fabricando máquinas de vapor, calderas, locomotoras, equipos para la industria minera.
Después de 1917 la planta fue nacionalizada y nombrada «Metallista». Después de la reconstrucción, comenzó a producir equipos de producción y refinación de petróleo, realizó pedidos para nuevos edificios durante el período de industrialización.
La historia moderna de la empresa comenzó durante el Frente Oriental (Segunda Guerra Mundial). En la segunda mitad de 1941, colectivos de empresas evacuadas de Moscú, Podolsk y Stalingrado se alojaron en los edificios de la planta. Comenzó la instalación de nuevos equipos y pronto el primer tanque ligero T-60 salió al frente de la planta. Durante los primeros seis meses de producción, la planta produjo 1238 tanques ligeros.
Desde entonces, la planta ha desarrollado o modernizado unos cuarenta tipos de equipos militares. La empresa tiene una oficina de diseño que ha creado una serie de nuevos productos militares.
En 1989, Uraltransmash produjo su primer obús autopropulsado, el 2S19 Msta. Las modificaciones del Msta-S todavía se están suministrando al ejército ruso. En particular, en noviembre de 2011, las tropas del Distrito Militar del Sur en la República de Chechenia recibieron 26 nuevos obuses autopropulsados 2S19M1 Msta-S, que reemplazaron las obsoletas instalaciones 2S3 Akatsiya.
Además de los productos militares, Uraltransmash fabrica unidades de bombeo para la producción de petróleo, cabrestantes para ascensores de pasajeros y de carga, y tranvías de piso bajo. En 2012, está previsto iniciar la producción en serie de tranvías con baterías.

## Productos
- 2S3 Akatsiya
- 2S12 Sani
- 2S19 Msta
- 71-415